# Royal Wing
Die Royal Wing (ロイヤルウイング) war ein Restaurantschiff, das von 1989 bis 2023 von Yokohama aus Kurzreisen durchführte. Sie wurde ursprünglich 1960 als Linienpassagierschiff unter dem Namen Kurenai Maru in Dienst gestellt. Zum Zeitpunkt ihrer Ausmusterung im Mai 2023 galt die Royal Wing mit 63 Jahren als das älteste aktive Passagierschiff Japans. Im selben Jahr wurde sie zum Abbruch ins südkoreanische Mokpo verkauft.

## Geschichte

### Bau und Dienstzeit
Die Kurenai Maru wurde am 11. August 1959 unter der Baunummer 910 in der Werft von Mitsubishi Heavy Industries in Kōbe auf Kiel gelegt und lief am 18. November 1959 vom Stapel. Nach der Ablieferung an die Reederei Kansai Kisen am 27. Februar 1960 nahm sie am 6. März den Liniendienst von Hanshin nach Beppu auf. Sie hatte ein Schwesterschiff namens Murasaki Maru. Der Bau der Kurenai Maru kostete eine Milliarde Yen. Das Schiff galt als äußerst modern und luxuriös, nachdem zuvor nur weitaus kleinere Einheiten auf dieser Strecke verkehrten. Es erhielt deshalb den Beinamen Setonaikai no joō (Königin des Seto-Binnenmeeres).
Die Kurenai Maru blieb bis 1980 im aktiven Liniendienst, ehe die Passagierschiffe auf der Hanshin-Beppu-Strecke durch moderne Fähren ersetzt wurden. Sie diente anschließend noch ein Jahr lang als Reserveschiff für mögliche Ausfälle und ging dann 1981 in den Besitz von Sasebo Heavy Industries über, ohne wieder in Fahrt zu kommen. Nach sieben Jahren Liegezeit wurde sie 1988 von der Nippon Sea Line gekauft und in ein Restaurantschiff mit dem Namen Royal Wing umgebaut. 1989 folgte die Indienststellung des Schiffes in Yokohama.
Die Royal Wing unternahm fortan vom historischen Osanbashi-Pier im Hafen von Yokohama aus Kurzreisen. Das Schiff verfügte über mehrere Festsäle und Veranstaltungsräume in verschiedenen Größen, die neben dem normalen Restaurantbetrieb während der Reisen angemietet werden konnten. In den folgenden Jahren wechselte die Royal Wing mehrfach ihren Betreiber: 1994 ging sie an Yokohama Bay Cruises (einer Tochtergesellschaft von Taiheiyō Ferry) und 2000 an Yoshimoto Kogyo und schließlich seit 2006 unter der gleichnamigen, als Tochtergesellschaft von Yoshimoto Kogyo gegründeten Reederei Royal Wing, die 2008 an Sanrio verkauft wurde.

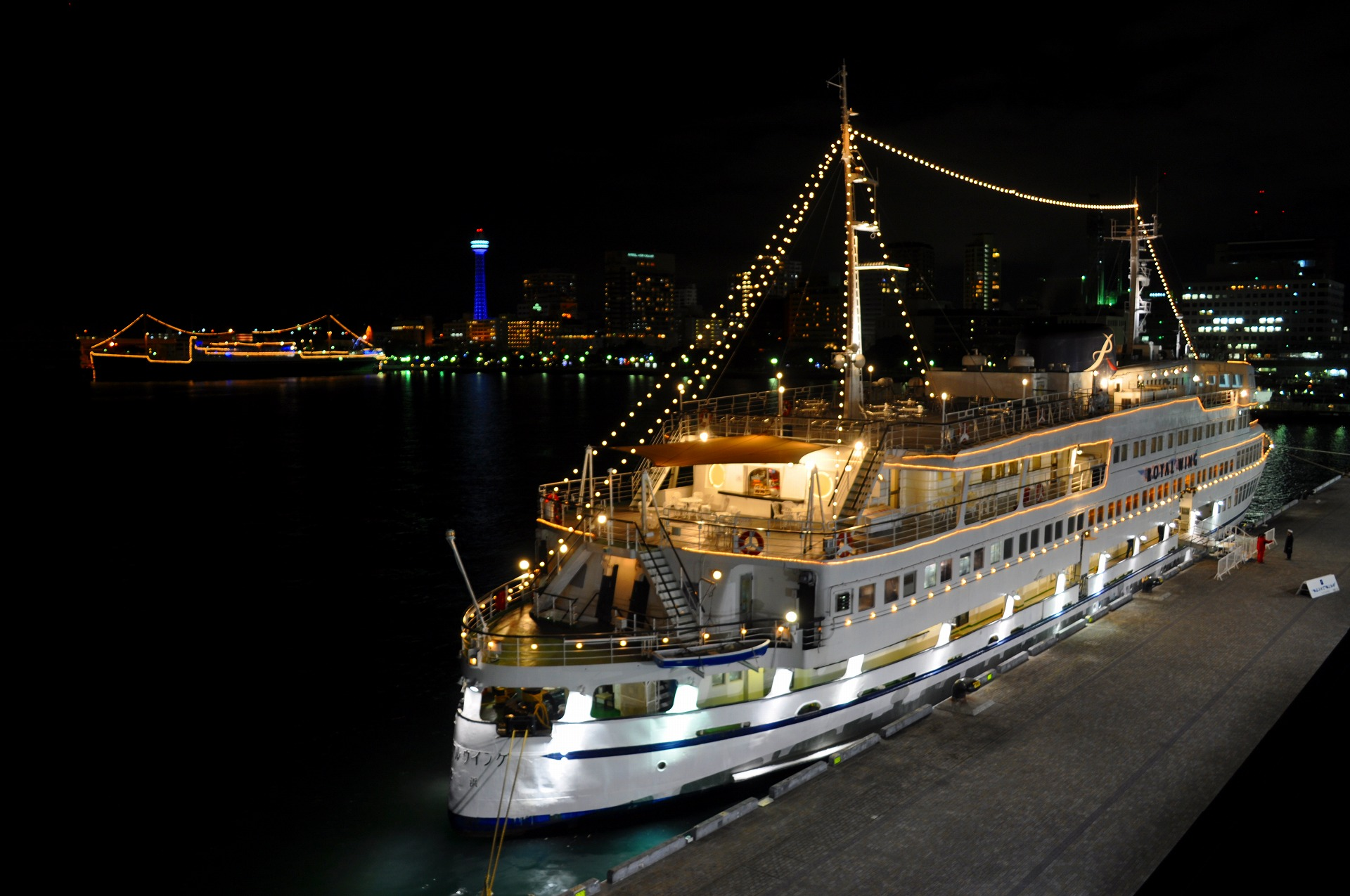
Heckansicht der Royal Wing bei Nacht. Im Hintergrund links ist die beleuchtete Hikawa Maru zu sehen.

Die Royal Wing bot verschieden lange Touren mit verschiedenen Themenschwerpunkten ein, darunter als kürzeste Fahrt eine Tee-Kreuzfahrt mit einer Länge von 90 Minuten sowie Sonderveranstaltungen wie Musikshows, Zaubershows oder Vorführungen von Ballonkunst. Das Schiff fuhr bei jeder Fahrt unter der Yokohama Bay Bridge hindurch. Der Schwerpunkt im Restaurantbetrieb an Bord lag bei moderner chinesischer Küche. Das Essen wurde sowohl am Büfett, als auch à la carte serviert.
In ihren letzten Dienstjahren galt die Royal Wing als das älteste aktive Passagierschiff Japans. Hierbei war sie über einen Zeitraum von mehr als 30 Jahren sehr erfolgreich: Bis zum Ausbruch der COVID-19-Pandemie im Frühjahr 2020 reisten jährlich etwa 140.000 Menschen an Bord mit. Infolge der Pandemie sanken diese Zahlen rapide, so soll zeitweise auf manchen Reisen nur noch eine einzige Gruppe auf dem Schiff mitgefahren sein. Im Februar 2023 wurde die baldige Außerdienststellung der Royal Wing bekanntgegeben. Zwar erholten sich zuletzt die Passagierzahlen wieder von der Pandemie-Flaute, doch die Reederei erklärte, dass die Beschaffung von Ersatzteilen für die mittlerweile 63 Jahre alte Maschinenanlage in Zukunft immer schwieriger werden würde.

### Ausmusterung und Verbleib
Die letzte planmäßige Fahrt der Royal Wing endete am 30. April 2023. Am 14. Mai folgte eine letzte Sonderfahrt zur Außerdienststellung, bei der zum Salut die Sirenen der in Yokohama liegenden Museumsschiffe Nippon Maru und Hikawa Maru ertönten.
Ein neuer Eigner zum Erhalt der Royal Wing fand sich nicht. Stattdessen verließ das Schiff am 27. Juni 2023 den Hafen von Yokohama und traf im Juli 2023 im südkoreanischen Mokpo ein, wo es anschließend bis September 2023 abgewrackt wurde.
Die Reederei Royal Wing hat angekündigt, einen Neubau als Ersatz für das Schiff in Dienst zu stellen.